# Koudelka

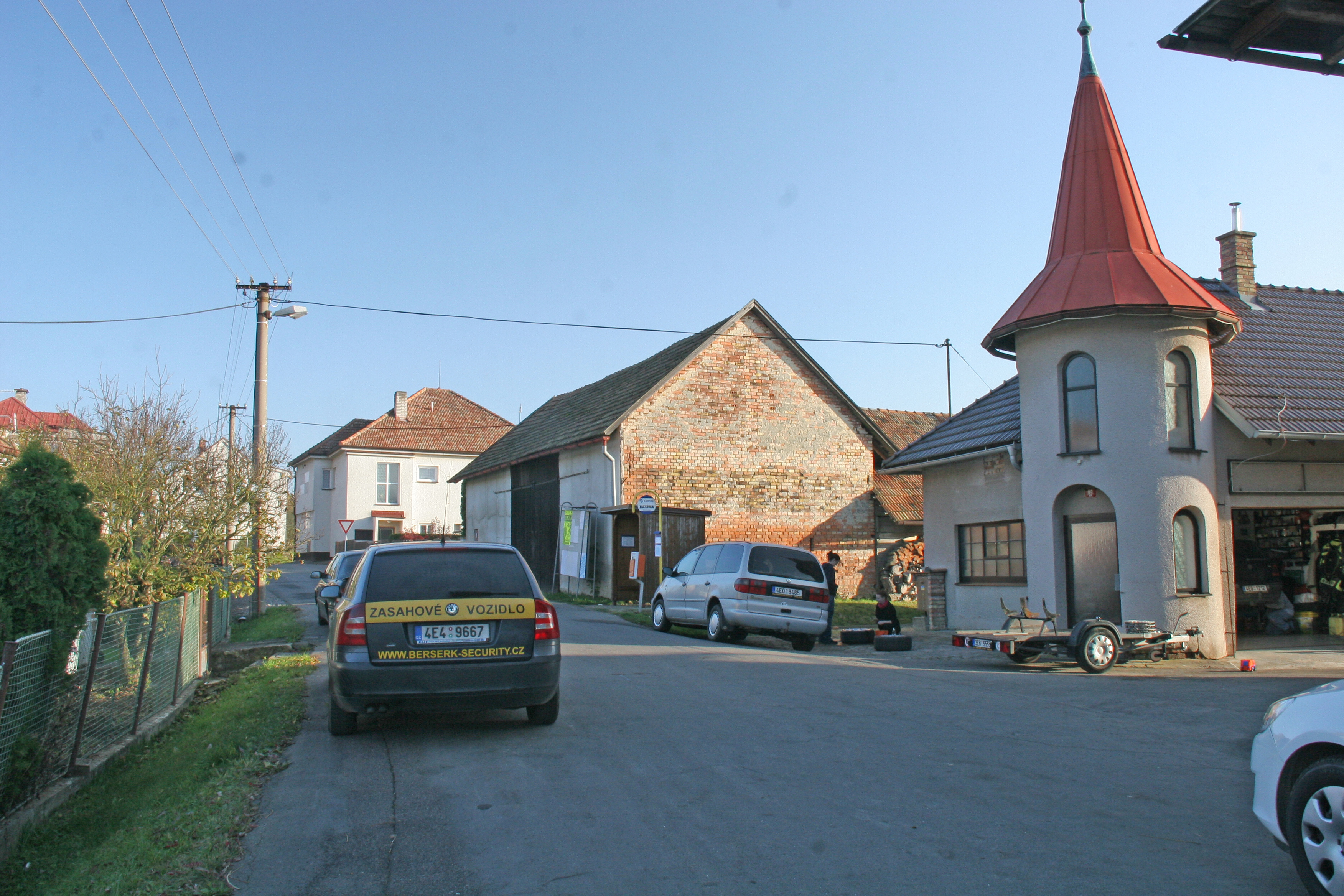
Ortsansicht

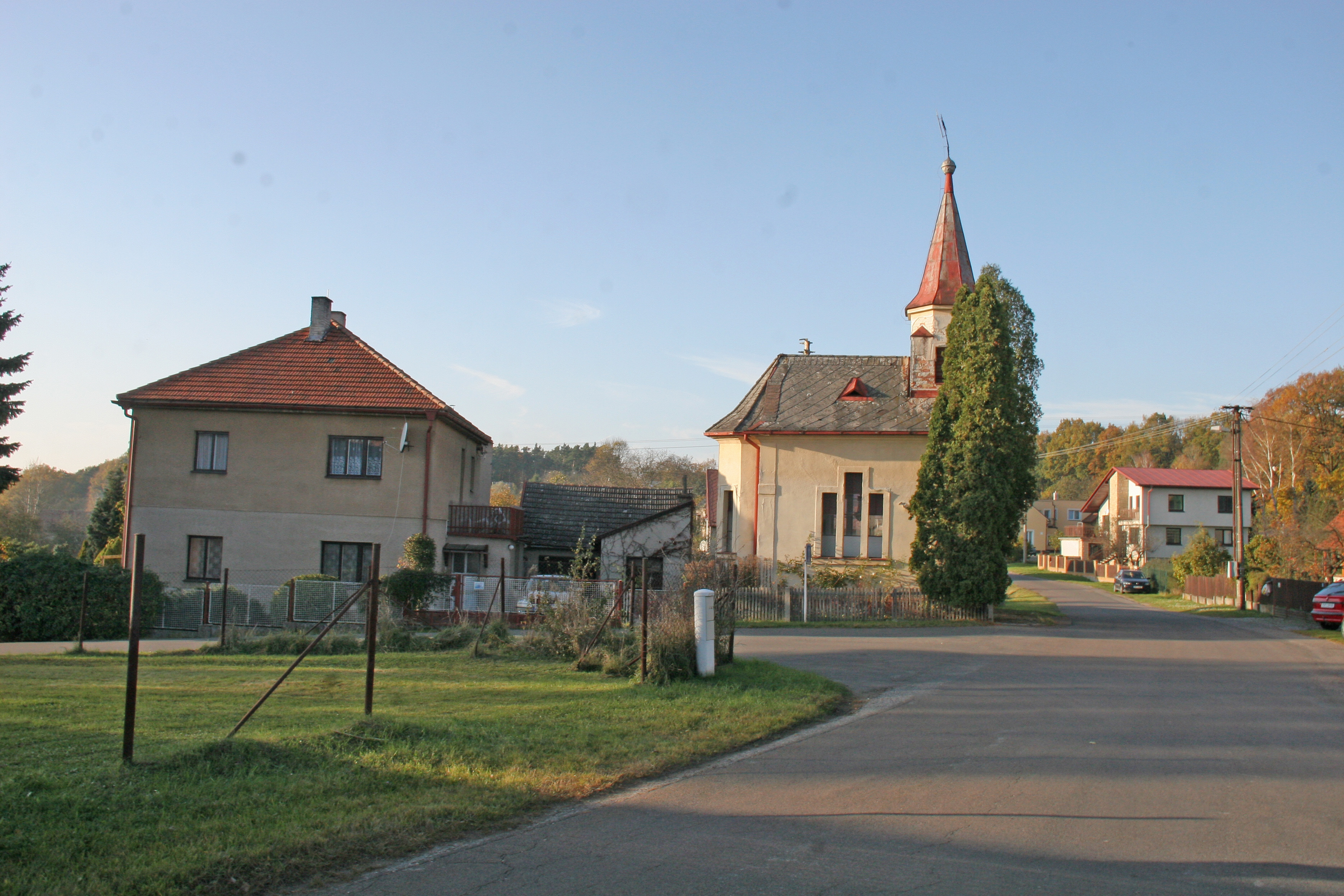
Kapelle der Jungfrau Maria

Koudelka (deutsch Kaudelka) ist ein Ortsteil der Stadt Holice in Tschechien. Er liegt vier Kilometer nordöstlich von Holice und gehört zum Okres Pardubice.

## Geographie
Koudelka befindet sich auf einer Lehne in der Třebechovická tabule (Hohenbrucker Tafel). Der Ort liegt am Südrand des ausgedehnten Waldgebietes Hradecký les. Südlich des Dorfes verläuft die Bahnstrecke Heřmanův Městec–Borohrádek, zum Haltepunkt Holice führt ein Fußweg. Westlich unterhalb von Koudelka liegt der Teich Blažkovec. Im Südosten erhebt sich die Velinská stráň (327 m n.m.), südlich der Pod Janatkou (288 m n.m.) und der Na Hradcích (335 m n.m.) sowie im Westen der Kamenec (328 m n.m.). 
Nachbarorte sind Odmezený und Nová Ves im Norden, Sedadla und Žďár nad Orlicí im Nordosten, Borohrádek und Mlýnek im Osten, Veliny im Südosten, Staré Holice im Süden, Holice im Südwesten, Kamenec im Westen sowie Poběžovice u Holic im Nordwesten.

## Geschichte
Koudelka wurde in der Mitte des 19. Jahrhunderts angelegt. Die erste schriftliche Erwähnung des Ortes erfolgte im Jahre 1854 als Ortsteil der Stadt Holice im Gerichtsbezirk Holitz. Ab 1868 gehörte das Dorf zum politischen Bezirk Pardubitz. 1869 hatte Koudelka 152 Einwohner und bestand aus 23 Häusern. Im Jahre 1900 lebten in Koudelka 223 Menschen, 1910 waren es 307.  1930 hatte die Ortschaft 322 Einwohner. Im Jahre 1949 wurde Koudelka dem Okres Holice zugeordnet, seit 1960 gehört der Ort wieder zum Okres Pardubice. Beim Zensus von 2001 lebten in den 84 Häusern von Koudelka 201 Personen. 

## Gemeindegliederung
Der Ortsteil Koudelka besteht aus den Grundsiedlungseinheiten Koudelka und (anteilig) Staré Holice.
Koudelka ist Teil des Katastralbezirkes Holice v Čechách.

## Sehenswürdigkeiten
- Kapelle der Jungfrau Maria